# The Gospel
The Gospel (bra: Segundo o Evangelho) é um filme estadunidense de 2005, do gênero drama cristão, dirigido e roteirizado por Rob Hardy. Foi lançado nos Estados Unidos em 7 de outubro de 2005, pela Screen Gems. O filme reconta a parábola do filho pródigo em um contexto moderno.

## Elenco
- Boris Kodjoe como David "DT" Taylor
- Idris Elba como Reverendo Charles Frank
- Clifton Powell como Bispo Fred Taylor
- Nona Gaye como Charlene Taylor-Frank
- Omar Gooding como Wesley
- Tamyra Gray como Rain
- China Anne McClain como Alexis
- Donnie McClurkin como Ministro Terrence Hunter
- Aloma Wright como Ernesteine
- Keshia Knight Pulliam como Maya Walker
- Sierra Aylina McClain como Sue
- Lauryn Alisa McClain como Anne
- Hezekiah Walker como Irmão Gordon
- Michael J. Pagan como Jovem David

### Participações especiais
- Yolanda Adams como ela mesma
- Martha Munizzi como ela mesma
- Fred Hammond como ele mesmo
- Kirk Franklin como ele mesmo

## Recepção

### Bilheteria
Produzido com um orçamento de quatro milhões de dólares, The Gospel arrecadou 15,8 milhões de dólares nas bilheterias norte-americanas, incluindo 7,5 milhões de dólares nas 969 salas de cinema em seu fim de semana de lançamento.

### Crítica
No site agregador de críticas Rotten Tomatoes, 32% das 37 resenhas dos críticos são positivas, com uma classificação média de 4,9/10. O consenso do site diz: "Embora apresente números musicais excelentes, The Gospel reduz uma série de temas valiosos — fé, família, perdão — a clichês banais e ensaboados."